# Jasper Cillessen
Jacobus Antonius Peter Johannes "Jasper" Cillessen (nederländskt uttal: [ˈˈjɑs.pər ˈsɪ.lə.ˌsə(n)]), född 22 april 1989 i Nijmegen, Nederländerna, är en nederländsk fotbollsmålvakt som spelar för Las Palmas. Han representerar även Nederländernas landslag.

## Karriär
Den 26 juni 2019 värvades Cillessen av Valencia, där han skrev på ett fyraårskontrakt. I augusti 2022 blev Cillessen klar för en återkomst i NEC Nijmegen, där han skrev på ett treårskontrakt.
I juni 2024 värvades Cillessen av spanska Las Palmas, där han skrev på ett tvåårskontrakt.

## Meriter

### Klubblag
Ajax
- Eredivisie (3): 2011–12, 2012–13, 2013–14,
- Johan Cruijff-schaal (1): 2013

### FC Barcelona
- La Liga: 2017/2018, 2018/2019
- Spanska cupen: 2016/2017, 2017/2018
- Spanska supercupen: 2018

Nederländerna
- VM-brons: 2014